# Oswald Bénigne de Montarby
Le Chef d'Escadrons Oswald Bénigne de Montarby (1828 - 1865) est un officier de l'armée française qui s'est particulièrement distingué lors de la bataille de San Pablo del Monte durant la campagne du Mexique.

## Biographie
Né le 13 juin 1828 à Dampierre dans une famille de tradition militaire, Oswald Bénigne de Montarby fait ses études au Prytanée militaire de La Flèche. Il intègre en 1846 l'École spéciale militaire de Saint-Cyr, promotion d'Italie, à la sortie de laquelle il rejoint la cavalerie. Sous-lieutenant au 2e régiment de dragons en 1848, il sert ensuite au 6e régiment de hussards de 1850 à 1859 avant d'être affecté au 1er régiment de chasseurs d'Afrique alors basé en Algérie. 
En 1862, il est envoyé au Mexique et débarque donc à Veracruz le 26 juillet à la tête de son escadron. Le 3 décembre, lors d'une reconnaissance, son escadron, fort de 180 hommes et 10 officiers, tombe sur une troupe de 500 cavaliers mexicains dont ils sont séparés par un cours d'eau. Le capitaine de Montarby, suivi de ses hommes, traverse alors la rivière à la nage et charge l'adversaire qui s'enfuit après quelques minutes de combat, abandonnant un grand nombre de blessés et de morts ainsi que 3 000 têtes de bétail. Pour ce fait d'armes, il est fait chevalier de la Légion d'honneur, mais ne disposant pas de médaille sur place, c'est son frère le général comte de Montarby qui lui envoie la sienne.
Le 5 mai 1863, le 6e escadron rencontre les 1 500 lanciers de Durango sur la route de San Pablo del Monte. Le commandant de Foucauld est tué d'un coup de lance. Lors de la charge qui suit, le chasseur Bordes tue l'officier mexicain porteur de l'étendard des lanciers et s'en empare. Au cours du combat, le capitaine de Montarby est blessé au poignet d'un coup de sabre mais il s'écrit : « Au diable la patte nous avons l'étendard ! » il continue à attaquer ses adversaires de son bras valide jusqu'à la déroute de ces derniers. Cette action vaut au régiment d'être décoré, au nom de l'Empereur, de la Légion d'honneur, fait unique dans la cavalerie.
Après cette bataille, le capitaine de Montarby est nommé chef d'escadrons et il reprend la tête des opérations. Il parcourt plus de 400 lieues en deux mois et livre plusieurs affrontements. Le 11 janvier 1865, lors d'une expédition à El Verano, le régiment se heurte une nouvelle fois aux Mexicains. Les Français remportent la victoire, mais le chef d'escadrons de Montarby meurt frappé d'une balle dans la tête.
« Le seul reproche qu'on put lui faire, c'était sa témérité. » dit de lui le général de Barrail.

## Citations
- Ordre général no 41 du corps expéditionnaire au Mexique en date du 10 décembre 1862 pour avoir avec une extrême vigueur, commandé une charge contre une colonne mexicaine forte de cinq à six cents hommes d'infanterie et de cavalerie le 3 décembre 1862 au combat de San Andres.

- Ordre général no 141 du corps expéditionnaire au Mexique en date du 10 mai 1863 pour s'être particulièrement distingué le 5 mai 1863 au combat de San Pablo del Monte.

## Postérité
Il a été choisi comme parrain de promotion 2003-2005 du Prytanée national militaire.